# سیرالعباد الی المعاد
سیرالعباد الی المعاد (به معنای: رهسپاری بندگان به جایگاه بازگشت) یکی از آثار سنایی است که در آن از موضوعات اخلاقی سخن رفته‌است. سنایی در این اثر به طریق تمثیل، از آفرینش انسان و روان‌ها و خردها گفت‌وگو به میان آورده‌است. مثنوی سیرالعباد در بحر خفیف مسدس مخبون (بر وزن حدیقةالحقیقه) سروده شده و در حدود ۸۰۰ بیت است.
سنایی سیرالعباد را در سرخس سروده و با مدح ابوالمفاخر سیف‌الدین محمد بن منصور، قاضی سرخس، به پایان برده است.
سیرالعباد در واقع کنایه‌ای است از سیر عارف در مقامات فنا. شاعر در طی آن حکایت گذر روح را به راهنمایی عقل از مراتب و پرده‌های یک دنیای نوافلاطونی شرح می‌دهد.»
مشابه این اثر در ادبیات اروپایی کمدی الهی دانته است. در ادبیات پیش از اسلام هم متن ارداویراف‌نامه مضمونی پایدار از سفر روحانی به جهان دیگر را تصویر میکشد.»
در تحولات سه‌گانه زندگی سنایی، سیرالعباد در آن مرحله‌ای قرار می‌گیرد که حکیم سنایی از دوره شاعرانه خالص جوانی به دوره صوفیانه انتقال می‌یابد.
این اثر توسط محمدتقی مدرس رضوی در کتاب «مثنوی‌های سنایی» در سال ۱۳۴۸ توسط انتشارات دانشگاه تهران‌ چاپ شده است.

## درون‌مایه
سیرالعباد یک مثنوی است که می‌توان آن را بدون وقفه و مکث، بدون تقسیمات و فصل و باب بررسی کرد. این اثر در اصل یک مقدمه و سه بخش بزرگ دارد: مقدمه در توصیف باد است؛ بخش نخست، زندگی یا جهان عضوی یا ظهور روشنی حیات، در تاریکی جهان مادی است؛ بخش دوم، سفر در عالم عناصر یا روح و بخش سوم مرحله شعور یا عقل است. به طور کلی این منظومه از تظر سیر داستانی تنها یک داستان است و داستان‌های فرعی دیگر به آن راه نیافته است.
سیر العباد تحمیدیه و نعت و از این دست مقدمه‌ها ندارد. روایت را با هبوط نفس انسانی از عالم بالا به جهان سفلی آغاز می‌کند و مراحل نفس نامیه و نفس حیوانی و نتایج آنها را شرح می‌دهد. سالک در حالی به خود می‌آید که در چنگال خوی‌های ناپاک اسیر شده است. از سویی نفس ناطقه او را به بالا می‌خواند و از سوی دیگر طبایع به فرود خاکش می‌کشند. بی‌دانش و سردرگم در پی راهنمایی بر می‌آید تا اینکه سرانجام با «پیرمردی لطیف و روحانی» روبه‌رو می‌شود. پیر خود را فرستاده عقل کل معرفی می‌کند که هبوط کرده است تا او را برهاند. با یکدیگر سفر را آغاز می‌کنند و پیر بر دوش سالک می‌نشیند. سپس مراحل سفر پی گرفته می‌شود.